# Ion Vlădoiu
Ion „Jean“ Vlădoiu (* 5. November 1968 in Călinești, Kreis Argeș) ist ein ehemaliger rumänischer Fußballspieler und -trainer. Seit Juni 2011 ist er Präsident des Fanklubs der rumänischen Nationalmannschaften.

## Spielerkarriere

### Verein
Seine Karriere begann der 1,70 m große Stürmer bei C.S.Ș. Aripi Pitești. Von dem Schülersportklub wechselte er zu FC Argeș Pitești, für den er am 31. Oktober 1987 beim Heimsieg gegen Oțelul Galați sein erstes Spiel in der Divizia A absolvierte. In der Winterpause der Saison 1990/91 wechselte Vlădoiu in die rumänische Hauptstadt zu Steaua Bukarest. Nachdem er mit Steaua 1993 den Meistertitel errungen hatte, wechselte er in der Winterpause der Saison 1993/94 zu Rapid Bukarest. Für die Saison 1995/96 kehrte Vlădoiu erneut zu Steaua zurück und war bei der Erringung des Meistertitels zugleich auch erfolgreichster Torschütze der Liga. Anschließend wechselte er für eine Ablösesumme von 800.000 Dollar in die Fußball-Bundesliga zum 1. FC Köln, wo er einige Zeit der Angriffspartner von Toni Polster war. Nach zwei eher durchwachsenen Spielzeiten, die in dem Abstieg des 1. FC Köln in die 2. Bundesliga ihren Abschluss fanden, kehrte Vlădoiu 1998 in sein Heimatland zurück, diesmal jedoch zu Dinamo Bukarest. Dort blieb er bis zur Winterpause der Saison 1999/2000, als er für die Rückrunde in die 2. Bundesliga zu Kickers Offenbach wechselte. Auch dort konnte Vlădoiu den Abstieg seines Vereins nicht verhindern, woraufhin er sein Gastspiel in Deutschland beendete und zu Steaua Bukarest wechselte. Nach anderthalb Spielzeiten kehrte er in der Winterpause der Saison 2001/02 zu seinem allerersten Profiverein FC Argeș Pitești zurück. Nach der Rückrunde wechselte Vlădoiu zu FC Universitatea Craiova, blieb auch dort jedoch nur bis zur Winterpause der Saison 2002/03 eingesetzt. Den Rest der Saison sowie die Hinrunde der Folgesaison bestritt er erneut für FC Argeș Pitești, ohne für den Verein jedoch noch ein weiteres Meisterschaftstor erzielen zu können. In der Winterpause der Saison 2003/04 wechselte Vlădoiu ein letztes Mal den Verein und ging zu UTA Arad in die Divizia B, wo er 2004 seine aktive Laufbahn beendete. Vor allem im rumänischen Fußball machte sich Vlădoiu einen Namen: Er schoss in 324 Spielen der Divizia A 130 Tore. Hinzu kommen acht Tore in 31 Europapokalspielen für die rumänischen Vereine.

### Nationalmannschaft
Vlădoiu debütierte am 14. November 1992 beim Spiel gegen die Tschechoslowakei in der rumänischen Fußballnationalmannschaft. Für sein Land absolvierte er 28 Spiele und schoss dabei zwei Tore. Vlădoiu wurde von Nationaltrainer Anghel Iordănescu für die Fußball-Weltmeisterschaft 1994 in den USA und die Fußball-Europameisterschaft 1996 in England nominiert, wo er jeweils einmal eingewechselt wurde. Dabei blieb insbesondere seine Rote Karte bei der WM 1994 in Erinnerung, die sich der oftmals unbeherrschte Stürmer nach nur vier Spielminuten noch vor seinem ersten Ballkontakt für ein grobes Foul einholte. In seinen zwei Spielen für die rumänische U21-Nationalmannschaft konnte er keine Tore erzielen.

## Trainerkarriere
Vlădoiu trat im September 2006 das Traineramt bei dem rumänischen Zweitligisten FC Snagov an. Nur wenige Wochen später, am 23. Oktober 2006, verließ er den Letztplatzierten der Divizia B und unterschrieb bei dem Erstligisten FC Național Bukarest. Einen Monat später trat er nach drei Niederlagen und einem Unentschieden in vier Meisterschaftsspielen bereits wieder zurück. Anschließend lebte er anderthalb Jahre zurückgezogen im Kreis Argeș und meldete sich hin und wieder als Fußballexperte im rumänischen Fernsehen zu Wort.
Am 1. April 2008 wurde verkündet, dass Vlădoiu nach Ablauf der Saison 2007/08 als Co-Trainer von Mircea Rednic bei Dinamo Bukarest beginnen werde. Er trat das Amt im Juni 2008 an und wurde nach dem Rücktritt Rednics im Juni 2009 vom Verein entlassen. Am 30. Juni 2010 wurde er Nachfolger von Cristian Negru bei FC Argeș Pitești, nachdem der Verein den Aufstieg in die Liga 1 verpasst hatte. Aufgrund mangelnder finanzieller Unterstützung löste Vlădoiu seinen Vertrag aber bereits am 12. Juli 2010 wieder auf.
Am 22. Juni 2011 wurde Vlădoiu vom rumänischen Fußballverband als Präsident des neu gegründeten Fan Clubul Echipelor Naționale ale României (deutsch: Fanklub der rumänischen Nationalmannschaften) vorgestellt.

## Erfolge

### Als Spieler
- Steaua Bukarest
  - Rumänischer Meister: 1993, 1994, 1996, 2001
  - Rumänischer Pokalsieger:  1992, 1996
  - Rumänischer Supercup-Sieger: 1994, 1995

- Dinamo Bukarest
  - Rumänischer Meister:  2000
  - Rumänischer Pokalsieger: 2000

- Persönlich
  - Rumänischer Torschützenkönig: 1996

## Auszeichnungen
Am 25. März 2008 wurde Vlădoiu vom rumänischen Staatspräsidenten Traian Băsescu für die Leistungen in der Nationalmannschaft mit dem Verdienstorden „Meritul sportiv“ III. Klasse ausgezeichnet.